# Sawdan
Sawdan (Arabo: سودان الماوري ; Sawdan al-Mawiri e Greco: Σολδάνος) (fl. IX secolo) è stato l'ultimo emiro di Bari, situata nel sud dell'Italia.

## Biografia
Originario della Sicilia, nel regno aghlabido, Sawdan sale al trono di Bari intorno all'857 come terzo emiro dopo l'assassinio del suo predecessore Mufarrag.
Prima di conquistare il suo regno, è un generale del regno aghlabido e partecipa al lungo assedio di Ragusa, che dura due anni (866-868), durante il quale comanda una flotta composta da diverse decine di navi. Successivamente conduce il suo esercito a Bari, la conquista e si proclama emiro della città e della sua regione. Nel 864 ottiene la conferma ufficiale del suo titolo da al-Musta'in, califfo abbasido di Baghdad.
Parallelamente, si dedica allo sviluppo della diplomazia con i vicini paesi cristiani e rilascia salvacondotti, come quello al monaco francese Bernardo, diretto in Egitto e successivamente in Terra Santa. Sawdan fa costruire anche la prima grande moschea di Bari.
Il 3 febbraio 871, l'imperatore d'Occidente Ludovico II, con l'aiuto della flotta di Venezia, del duca croato Domagoj e del governatore bizantino di Otranto, guida un esercito composto da Franchi, Longobardi e Croati che attacca l'emirato di Bari e conquista la città. L'emiro Sawdan viene incatenato e portato a Benevento dal duca Lamberto I di Spoleto. Questa è la fine dell'emirato di Bari, un regno musulmano situato nel sud della penisola italiana, che viene sostituito dal Catapanato d'Italia.